# Domenico D'Alise
Domenico D'Alise (Casoria, 6 de junio de 1970-Casoria, 4 de junio de 2019) fue un deportista italiano que compitió en taekwondo.
Ganó una medalla de plata en el Campeonato Mundial de Taekwondo de 1989 y dos medallas de plata en el Campeonato Europeo de Taekwondo, en los años 1990 y 1994.

## Palmarés internacional
| Campeonato Mundial | Campeonato Mundial   | Campeonato Mundial | Campeonato Mundial |
| Año                | Lugar                | Medalla            | Categoría          |
| ------------------ | -------------------- | ------------------ | ------------------ |
| 1989               | Seúl (Corea del Sur) | Medalla de plata   | –58 kg             |
| Campeonato Europeo |                      |                    |                    |
| Año                | Lugar                | Medalla            | Categoría          |
| 1990               | Aarhus (Dinamarca)   | Medalla de plata   | –58 kg             |
| 1994               | Zagreb (Croacia)     | Medalla de plata   | –70 kg             |